# نواوة
نواوة هي قرية في مقاطعة سردشت، إيران. يقدر عدد سكانها بـ 299 نسمة بحسب إحصاء 2016.